# PARVB
Beta-parvin es una proteína que en humanos está codificada por el gen PARVB.
Los miembros de la familia Parvin, incluidos PARVB, PARVA y PARVG, son proteínas de unión a actina asociadas con contactos focales.